# Vippstarr
Vippstarr (Carex paniculata) tillhör släktet starrar och familjen halvgräs. Stråna är svagt böjda, vasst trekantiga och sträva. Bladen är 3 - 6 mm breda, mörkgröna, med sträva kanter. Vippstarr blir från 50 till 100 cm hög och blommar från maj till juni. Fruktgömmena är 3 - 4 mm tjocka, grön- eller mörkbruna, med tydliga nerver och vanligen vingad, finsågad näbb. Vippstarr kännetecknas av flera likadana ax, hanblomman överst och att stråna är stuvade, något som den har gemensamt med 8 andra arter. Se starrar. Bildar hybrider med skärmstarr i sällsynta fall.

## Förekomst
Vippstarr är ganska sällsynt i Norden men kan påträffas på blöt, gärna källpåverkad, kalkrik torvmark. Kan även påträffas i kärr, sumpskogar, källängar, diken och dammar. Den växer i stora, höga, täta tuvor. De finns smått utspridda i södra Sverige, sydvästra Finland, västra Norge men är mest representerad i Danmark. 